# Волнат (Міссісіпі)
Волнат (англ. Walnut) — місто (англ. town) в США, в окрузі Тіппа штату Міссісіпі. Населення — 704 особи (2020).

## Географія
Волнат розташований за координатами 34°56′59″ пн. ш. 88°55′28″ зх. д. / 34.94972° пн. ш. 88.92444° зх. д. (34.949671, -88.924455).  За даними Бюро перепису населення США в 2010 році місто мало площу 14,12 км², з яких 14,06 км² — суходіл та 0,06 км² — водойми.

## Демографія
Згідно з переписом 2010 року, у місті мешкала 771 особа в 312 домогосподарствах у складі 194 родин. Густота населення становила 55 осіб/км².  Було 349 помешкань (25/км²).
Расовий склад населення:
| - 83,8 % — білих - 12,6 % — чорних або афроамериканців - 0,5 % — азіатів - 0,4 % — корінних американців - 1,2 % — осіб інших рас |

До двох чи більше рас належало 1,6 %. Частка іспаномовних становила 1,6 % від усіх жителів.
За віковим діапазоном населення розподілялося таким чином: 27,5 % — особи молодші 18 років, 57,6 % — особи у віці 18—64 років, 14,9 % — особи у віці 65 років та старші. Медіана віку мешканця становила 37,8 року. На 100 осіб жіночої статі у місті припадало 88,0 чоловіків;  на 100 жінок у віці від 18 років та старших — 80,3 чоловіків також старших 18 років.
Середній дохід на одне домашнє господарство  становив 27 625 доларів США (медіана — 16 250), а середній дохід на одну сім'ю — 37 160 доларів (медіана — 26 875). Медіана доходів становила 34 375 доларів для чоловіків та 37 875 доларів для жінок. За межею бідності перебувало 47,8 % осіб, у тому числі 51,9 % дітей у віці до 18 років та 21,9 % осіб у віці 65 років та старших.
Цивільне працевлаштоване населення становило 211 осіб. Основні галузі зайнятості: освіта, охорона здоров'я та соціальна допомога — 32,2 %, будівництво — 18,5 %, мистецтво, розваги та відпочинок — 11,4 %, інформація — 7,6 %.